# Amazing (utwór muzyczny Tanji)
Amazing – autorki utwór estońskiej piosenkarki Tanji, wydany w grudniu 2013. Piosenkę współtworzył Timo Vendt.
Utwór reprezentował Estonię w 59. Konkursie Piosenki Eurowizji w 2014.

## Historia utworu
Muzykę i słowa do piosenki stworzyła Tatjana Mihhailova we współpracy z Timo Vendtem, który został także producentem singla i był odpowiedzialny za jego miks, wspólnie z Siimem Mäesalu.

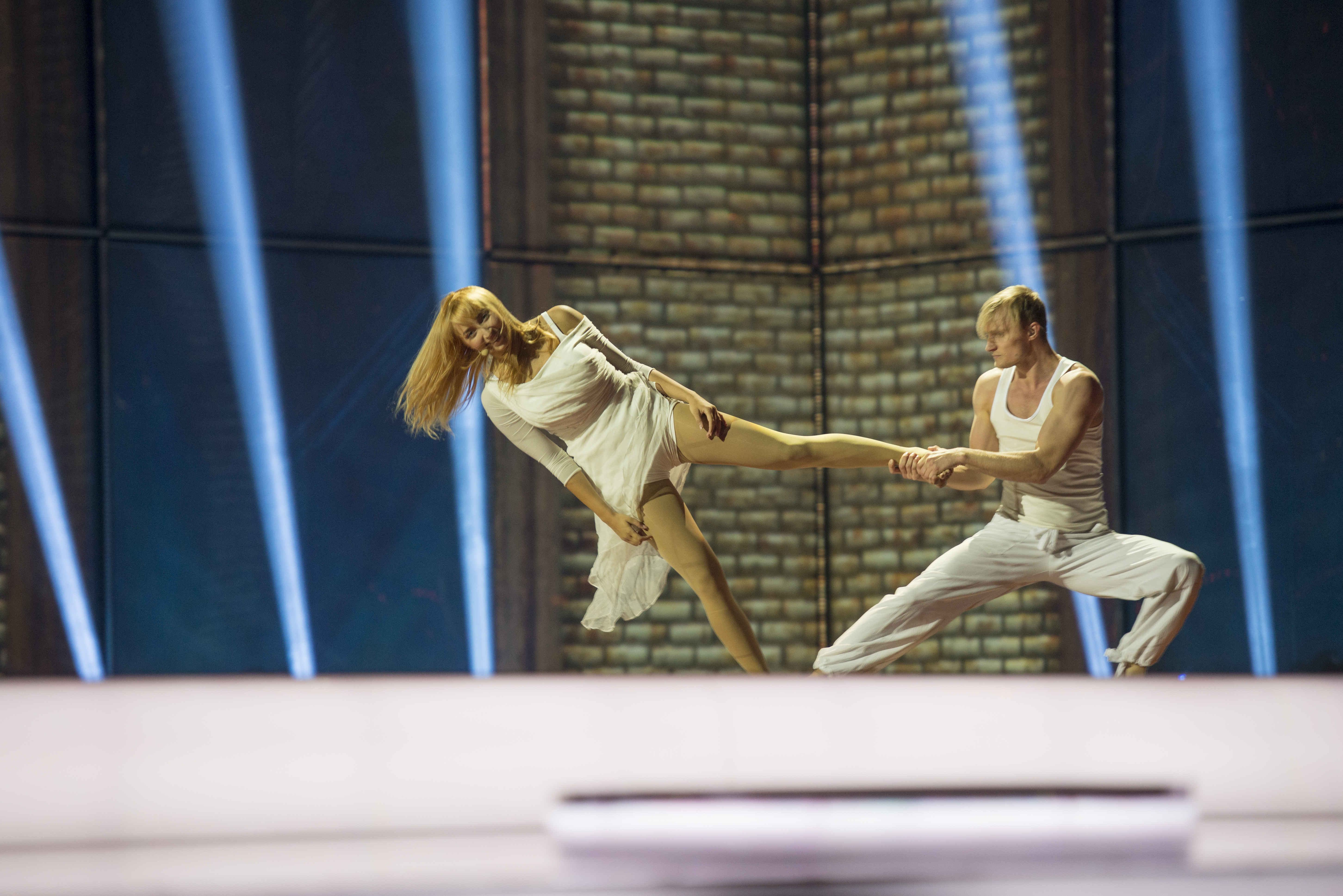
Tanja podczas prób do występu w półfinale Konkursu Piosenki Eurowizji w 2014 roku

W grudniu 2013 utwór został zakwalifikowany jako jedna z 20 piosenek do programu Eesti Laul, krajowych eliminacji do Konkursu Piosenki Eurowizji. 14 lutego 2014 został zaprezentowany w pierwszym półfinale selekcji i awansował do finału, w którym 1 marca zwyciężył dzięki zdobyciu największego poparcia telewidzów (30 354 głosów), zostając propozycją reprezentująca Estonię podczas 59. Konkursu Piosenki Eurowizji. Po finale piosenka często porównywana była do przeboju Loreen „Euphoria”, m.in. ze względu na podobne brzmienia muzyki dance i podobną choreografię występu scenicznego. Tanja stwierdziła, że cieszą ją porównania do dobrych utworów i artystów, jednak nie zamierza zmieniać swojego stylu tylko ze względu na pojawianie się porównań. Pod koniec kwietnia rozpoczęła próby kamerowe do występu w pierwszym półfinale Eurowizji, który odbył się 6 maja; zajęła w nim 12. miejsce, nie zdobywając awansu do finału.

## Lista utworów
CD single
1. „Amazing” (Radio Edit) – 3:06
2. „Amazing” (Hert Remix) – 5:31
3. „Amazing” (Chillout Version) – 3:16
4. „Amazing” (Acoustic Version) – 3:36